# Iordan Bărbulescu
Iordan Gheorghe Bărbulescu es un profesor universitario y diplomático rumano. Actualmente es decano del departamento de relaciones internacionales y estudios europeos de la Escuela Nacional de Estudios Políticos y Administrativos en Bucarest, así como presidente del Senado de esta universidad. También es presidente de la Asociación Rumana de Relaciones Internacionales y Estudios Europeos (ARRISE). Tiene un doctorado por la Universidad del País Vasco, con una tesis titulada La preadhesión de los países de Europa Central a la Unión Europea, elemento clave para la reunificación europea, realizada bajo la dirección de Francisco Aldecoa, siendo presidente del tribunal Antonio Truyol y Serra y uno de los vocales Silviu Brucan. También fue diplomático en el Ministerio de Asuntos Exteriores de Rumanía (1997-2003) y miembro del comité conjunto para la preparación de las negociaciones para la adhesión de Rumanía a la Unión Europea.

## Reconocimientos y distinciones
En 2002, el profesor Barbulescu ingresó en la Orden Nacional del Servicio Fiel con el rango de Caballero por su contribución a la promoción de la política exterior de Rumanía. En 2016 también recibió el Premio Ciudadano Europeo otorgado por el Parlamento Europeo.